# Sprinter (歌曲)
《Sprinter》是由兩位英国饒舌歌手戴夫和Central Cee共同创作的歌曲，于2023年6月1日通过Neighborhood和Live Yours发行，并包含在四天后发行的第五张合作EP《Split Decision》中。它是戴夫的第三首英国单曲榜冠軍單曲，也是Central Cee的第一首冠军单曲。这首单曲还成为英国單曲榜持续时间最长的冠軍说唱歌曲，保持这一位置长达10周。还在澳大利亚、爱尔兰、卢森堡、新西兰和瑞士的排行榜上名列前茅。

## 備注
1. ↑  在中文意爲“短跑者”